# 조하나역
조하나역(일본어: 城端駅)은 일본 도야마현 난토시에 위치한 서일본 여객철도 조하나 선의 철도역이다. 이 노선의 종점이기도 하며, 상대식 승강장 2면 2선의 구조를 갖춘 지상역이다.

## 타는 곳
| 1 · 2 | ■ 조하나 선 | 다카오카 방면 | 2번 승강장은 시·발착 열차 1대만 |

## 이용 현황
| 승차 인원 추이 | 승차 인원 추이 |
| 연도           | 1일 평균       |
| -------------- | -------------- |
| 2004           | 326            |
| 2005           | 320            |
| 2006           | 324            |
| 2007           | 303            |
| 2008           | 282            |
| 2009           | 268            |
| 2010           | 242            |
| 2011           | 230            |
| 2012           | 228            |
| 2013           | 253            |
| 2014           | 243            |

## 역 주변
- 국도 제304호선

## 인접 역
| 조하나 선                | 조하나 선   | 조하나 선 |
| ------------------------ | ----------- | --------- |
| 엣추야마다 다카오카 방면 | ■ 조하나 선 | 시·종착역 |